# Babylonia umbilifusca
Babylonia umbilifusca is een slakkensoort uit de familie van de Babyloniidae. De wetenschappelijke naam van de soort is voor het eerst geldig gepubliceerd in 2003 door Gittenberger & Goud.